# Akyn

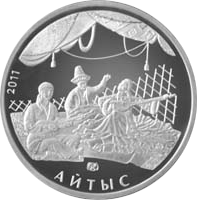
Okolicznościowa moneta z 2011 roku o nominale 50 tenge z przedstawieniem ajtysu

Akyn – w tradycjach narodów Azji Środkowej ludowy poeta improwizator, pieśniarz wykonujący przy akompaniamencie tradycyjnego instrumentu muzycznego utwory swoje lub tradycyjne, najczęściej o charakterze lirycznym lub epickim. Tradycyjnym instrumentem wykorzystywanym przez akynów była dombra, aczkolwiek wielu twórców, zwłaszcza w nowszych czasach, korzystało także np. z kobyzu.

## Akyni
Akyni – improwizujący poeci i pieśniarze – znani są od czasów średniowiecza, a okres największego rozkwitu sztuki akynów przypada na XV–XVI wiek. Akyni dzielili się na wykonujących utwory epickie (żyrszy) i pieśniarzy (ölengszy). Utwory wykonywano przy akompaniamencie kazachskiej dombry lub kirgiskiego kobyzu. Wielu akynów utrzymywało się wyłącznie z honorariów otrzymywanych za występy. Wielu władców zatrudniało akynów, którzy towarzyszyli im także podczas podróży czy wypraw wojennych.
Twórczość akynów była rozwinięta głównie wśród Kazachów i Kirgizów, ale także innych narodów regionu. Do najsławniejszych akynów kazachskich należeli m.in. Machambet Utemisow (1804–1846), Żajau Musa Bajżanuły (1835–1929), Szernijaz Żaryłgasuły (1817–1881), Süjynbaj Aronuły (1815–1898), Żambył Żabajew (1846–1945) oraz Kenen Äzyrbajew (1884–1974), zaś wśród Kirgizów Toktoguł Satyłganow (1864–1933).
Współcześnie mianem akyna określa się w tych kulturach także poetę-literata.

## Ajtys
Akyni brali udział w tradycyjnej uroczystości zwanej ajtys, będącej rodzajem zawodów poezji improwizowanej, w których twórcy prezentowali swoje zdolności poetyckie i muzyczne. Podczas zawodów oponenci siedzieli naprzeciwko siebie i prowadzili improwizowany dialog poetycki na temat wybrany przez publiczność. Zwycięzcą był artysta, który według publiczności zaprezentował najlepsze zdolności muzyczne, był najbardziej oryginalny i dowcipny. Ajtys odbywa się z okazji ważniejszych wydarzeń w tradycyjnym kalendarzu ludowym, ale też np. na jarmarkach.
W 2015 roku sztuka improwizacji ajtys została wpisana na listę niematerialnego dziedzictwa UNESCO.